# Élections municipales de 2026 en Tarn-et-Garonne
Pour un article plus général, voir Élections municipales françaises de 2026.
Les élections municipales en Tarn-et-Garonne sont prévues en mars 2026. Cette page ne traite que les communes de 3 000 habitants et plus en Tarn-et-Garonne.

## Résultats à l'échelle du département

### Maires sortants et maires élus
| Commune                  | Population (en 2022) | Maire sortant(e)      | Parti | Parti | Maire élu(e) | Parti | Parti |
| ------------------------ | -------------------- | --------------------- | ----- | ----- | ------------ | ----- | ----- |
| Albias                   | 3 272                | Véronique Magnani     |       | DVD   |              |       |       |
| Beaumont-de-Lomagne      | 3 754                | Jean-Luc Deprince     |       | PRG   |              |       |       |
| Bressols                 | 3 883                | Jean-Louis Ibres      |       | DVG   |              |       |       |
| Castelsarrasin           | 14 335               | Jean-Philippe Bésiers |       | DVC   |              |       |       |
| Caussade                 | 6 858                | Gérard Hébrard        |       | LR    |              |       |       |
| Grisolles                | 4 206                | Serge Castella        |       | DVC   |              |       |       |
| Labastide-Saint-Pierre   | 3 763                | Jérôme Beq            |       | DVC   |              |       |       |
| Moissac                  | 13 652               | Romain Lopez          |       | RN    |              |       |       |
| Montauban                | 62 487               | Marie-Claude Berly    |       | UDR   |              |       |       |
| Montbeton                | 4 335                | Danielle Bedos        |       | DVG   |              |       |       |
| Montech                  | 6 657                | Jacques Moignard      |       | PS    |              |       |       |
| Nègrepelisse             | 5 839                | Morgan Tellier        |       | PS    |              |       |       |
| Saint-Étienne-de-Tulmont | 4 050                | Eric Massip           |       | DVD   |              |       |       |
| Valence                  | 5 287                | Jean-Michel Baylet    |       | PRG   |              |       |       |
| Verdun-sur-Garonne       | 4 914                | Stéphane Tuyères      |       | DVG   |              |       |       |
| La Ville-Dieu-du-Temple  | 3 305                | Dominique Briois      |       | DVD   |              |       |       |

### Résultats en nombre de maires
| Partis               | Partis                               | Maires sortants | Maires élus | Évolution |
| -------------------- | ------------------------------------ | --------------- | ----------- | --------- |
|                      | Divers gauche                        | 3               |             |           |
|                      | Parti radical de gauche              | 2               |             |           |
|                      | Parti socialiste                     | 2               |             |           |
| Total gauche         | Total gauche                         | 7               |             |           |
|                      | Divers droite                        | 3               |             |           |
|                      | Les Républicains                     | 1               |             |           |
| Total droite         | Total droite                         | 4               |             |           |
|                      | Divers centre                        | 3               |             |           |
| Total centre         | Total centre                         | 3               |             |           |
|                      | Rassemblement national               | 1               |             |           |
|                      | Union des droites pour la République | 1               |             |           |
| Total extrême droite | Total extrême droite                 | 2               |             |           |
| Total                | Total                                | 16              | 16          | -         |

## Résultats dans les communes de plus de 3 000 habitants

### Albias
- Maire sortante : Véronique Magnani (DVD)
- 23 sièges à pourvoir au conseil municipal (population légale 2022 : 3 272 habitants)
- 5 sièges à pourvoir au conseil communautaire (CC Quercy Vert-Aveyron)

| Tête de liste | Tête de liste | Parti(s) | Nuance | Premier tour | Premier tour | Second tour | Second tour | Sièges | Sièges |
| Tête de liste | Tête de liste | Parti(s) | Nuance | Voix         | %            | Voix        | %           | CM     | CC     |
| ------------- | ------------- | -------- | ------ | ------------ | ------------ | ----------- | ----------- | ------ | ------ |

### Beaumont-de-Lomagne
- Maire sortant : Jean-Luc Deprince (PRG)
- 27 sièges à pourvoir au conseil municipal (population légale 2022 : 3 754 habitants)
- 14 sièges à pourvoir au conseil communautaire (CC de la Lomagne Tarn-et-Garonnaise)

| Tête de liste | Tête de liste | Parti(s) | Nuance | Premier tour | Premier tour | Second tour | Second tour | Sièges | Sièges |
| Tête de liste | Tête de liste | Parti(s) | Nuance | Voix         | %            | Voix        | %           | CM     | CC     |
| ------------- | ------------- | -------- | ------ | ------------ | ------------ | ----------- | ----------- | ------ | ------ |

### Bressols
- Maire sortant : Jean-Louis Ibres (DVG)
- 27 sièges à pourvoir au conseil municipal (population légale 2022 : 3 883 habitants)
- 6 sièges à pourvoir au conseil communautaire (Grand Montauban)

| Tête de liste | Tête de liste | Parti(s) | Nuance | Premier tour | Premier tour | Second tour | Second tour | Sièges | Sièges |
| Tête de liste | Tête de liste | Parti(s) | Nuance | Voix         | %            | Voix        | %           | CM     | CC     |
| ------------- | ------------- | -------- | ------ | ------------ | ------------ | ----------- | ----------- | ------ | ------ |

### Castelsarrasin
- Maire sortant : Jean-Philippe Bésiers (DVC)
- 33 sièges à pourvoir au conseil municipal (population légale 2022 : 14 335 habitants)
- 17 sièges à pourvoir au conseil communautaire (CC Terres des Confluences)

| Tête de liste            | Tête de liste  | Parti(s) | Nuance | Premier tour | Premier tour | Second tour | Second tour | Sièges | Sièges |
| Tête de liste            | Tête de liste  | Parti(s) | Nuance | Voix         | %            | Voix        | %           | CM     | CC     |
| ------------------------ | -------------- | -------- | ------ | ------------ | ------------ | ----------- | ----------- | ------ | ------ |
|                          | Julien Sueres, | PCF      |        |              |              |             |             |        |        |
|                          |                |          |        |              |              |             |             |        |        |
| Exprimés                 |                |          |        |              |              |             |             |        |        |
| Votes blancs             |                |          |        |              |              |             |             |        |        |
| Votes nuls               |                |          |        |              |              |             |             |        |        |
| Total                    | Total          | Total    | Total  |              | 100          |             | 100         | 33     | 17     |
| Absentions               |                |          |        |              |              |             |             |        |        |
| Inscrits / participation |                |          |        |              |              |             |             |        |        |

### Caussade
- Maire sortant : Gérard Hébrard (LR)
- 29 sièges à pourvoir au conseil municipal (population légale 2022 : 6 858 habitants)
- 12 sièges à pourvoir au conseil communautaire (CC du Quercy Caussadais)

| Tête de liste | Tête de liste | Parti(s) | Nuance | Premier tour | Premier tour | Second tour | Second tour | Sièges | Sièges |
| Tête de liste | Tête de liste | Parti(s) | Nuance | Voix         | %            | Voix        | %           | CM     | CC     |
| ------------- | ------------- | -------- | ------ | ------------ | ------------ | ----------- | ----------- | ------ | ------ |

### Grisolles
- Maire sortant : Serge Castella (DVC)
- 27 sièges à pourvoir au conseil municipal (population légale 2022 : 4 206 habitants)
- 5 sièges à pourvoir au conseil communautaire (CC Grand Sud Tarn-et-Garonne)

| Tête de liste | Tête de liste | Parti(s) | Nuance | Premier tour | Premier tour | Second tour | Second tour | Sièges | Sièges |
| Tête de liste | Tête de liste | Parti(s) | Nuance | Voix         | %            | Voix        | %           | CM     | CC     |
| ------------- | ------------- | -------- | ------ | ------------ | ------------ | ----------- | ----------- | ------ | ------ |

### Labastide-Saint-Pierre
- Maire sortant : Jérôme Beq (DVC)
- 27 sièges à pourvoir au conseil municipal (population légale 2022 : 3 763 habitants)
- 5 sièges à pourvoir au conseil communautaire (CC Grand Sud Tarn-et-Garonne)

| Tête de liste | Tête de liste | Parti(s) | Nuance | Premier tour | Premier tour | Second tour | Second tour | Sièges | Sièges |
| Tête de liste | Tête de liste | Parti(s) | Nuance | Voix         | %            | Voix        | %           | CM     | CC     |
| ------------- | ------------- | -------- | ------ | ------------ | ------------ | ----------- | ----------- | ------ | ------ |

### Moissac
- Maire sortant : Romain Lopez (RN)
- 33 sièges à pourvoir au conseil municipal (population légale 2022 : 13 652 habitants)
- 17 sièges à pourvoir au conseil communautaire (CC Terres des Confluences)

| Tête de liste | Tête de liste | Parti(s) | Nuance | Premier tour | Premier tour | Second tour | Second tour | Sièges | Sièges |
| Tête de liste | Tête de liste | Parti(s) | Nuance | Voix         | %            | Voix        | %           | CM     | CC     |
| ------------- | ------------- | -------- | ------ | ------------ | ------------ | ----------- | ----------- | ------ | ------ |

### Montauban
- Maire sortante : Marie-Claude Berly (UDR)
- 49 sièges à pourvoir au conseil municipal (population légale 2022 : 62 487 habitants)
- 24 sièges à pourvoir au conseil communautaire (Grand Montauban)

| Tête de liste            | Tête de liste | Parti(s) | Nuance | Premier tour | Premier tour | Second tour | Second tour | Sièges | Sièges |
| Tête de liste            | Tête de liste | Parti(s) | Nuance | Voix         | %            | Voix        | %           | CM     | CC     |
| ------------------------ | ------------- | -------- | ------ | ------------ | ------------ | ----------- | ----------- | ------ | ------ |
|                          | Aurore Kothé  | UDI      |        |              |              |             |             |        |        |
|                          |               |          |        |              |              |             |             |        |        |
| Exprimés                 |               |          |        |              |              |             |             |        |        |
| Votes blancs             |               |          |        |              |              |             |             |        |        |
| Votes nuls               |               |          |        |              |              |             |             |        |        |
| Total                    | Total         | Total    | Total  |              | 100          |             | 100         | 49     | 24     |
| Absentions               |               |          |        |              |              |             |             |        |        |
| Inscrits / participation |               |          |        |              |              |             |             |        |        |

### Montbeton
- Maire sortante : Danielle Bedos (DVG)
- 27 sièges à pourvoir au conseil municipal (population légale 2022 : 4 335 habitants)
- 7 sièges à pourvoir au conseil communautaire (Grand Montauban)

| Tête de liste | Tête de liste | Parti(s) | Nuance | Premier tour | Premier tour | Second tour | Second tour | Sièges | Sièges |
| Tête de liste | Tête de liste | Parti(s) | Nuance | Voix         | %            | Voix        | %           | CM     | CC     |
| ------------- | ------------- | -------- | ------ | ------------ | ------------ | ----------- | ----------- | ------ | ------ |

### Montech
- Maire sortant : Jacques Moignard (PS)
- 29 sièges à pourvoir au conseil municipal (population légale 2022 : 6 657 habitants)
- 6 sièges à pourvoir au conseil communautaire (CC Grand Sud Tarn-et-Garonne)

| Tête de liste | Tête de liste | Parti(s) | Nuance | Premier tour | Premier tour | Second tour | Second tour | Sièges | Sièges |
| Tête de liste | Tête de liste | Parti(s) | Nuance | Voix         | %            | Voix        | %           | CM     | CC     |
| ------------- | ------------- | -------- | ------ | ------------ | ------------ | ----------- | ----------- | ------ | ------ |

### Nègrepelisse
- Maire sortant : Morgan Tellier (PS)
- 29 sièges à pourvoir au conseil municipal (population légale 2022 : 5 839 habitants)
- 9 sièges à pourvoir au conseil communautaire (CC Quercy Vert-Aveyron)

| Tête de liste | Tête de liste | Parti(s) | Nuance | Premier tour | Premier tour | Second tour | Second tour | Sièges | Sièges |
| Tête de liste | Tête de liste | Parti(s) | Nuance | Voix         | %            | Voix        | %           | CM     | CC     |
| ------------- | ------------- | -------- | ------ | ------------ | ------------ | ----------- | ----------- | ------ | ------ |

### Saint-Étienne-de-Tulmont
- Maire sortant : Eric Massip (DVD)
- 27 sièges à pourvoir au conseil municipal (population légale 2022 : 4 050 habitants)
- 6 sièges à pourvoir au conseil communautaire (CC Quercy Vert-Aveyron)

| Tête de liste | Tête de liste | Parti(s) | Nuance | Premier tour | Premier tour | Second tour | Second tour | Sièges | Sièges |
| Tête de liste | Tête de liste | Parti(s) | Nuance | Voix         | %            | Voix        | %           | CM     | CC     |
| ------------- | ------------- | -------- | ------ | ------------ | ------------ | ----------- | ----------- | ------ | ------ |

### Valence
- Maire sortant : Jean-Michel Baylet (PRG)
- 29 sièges à pourvoir au conseil municipal (population légale 2022 : 5 287 habitants)
- 12 sièges à pourvoir au conseil communautaire (CC des Deux Rives)

| Tête de liste | Tête de liste | Parti(s) | Nuance | Premier tour | Premier tour | Second tour | Second tour | Sièges | Sièges |
| Tête de liste | Tête de liste | Parti(s) | Nuance | Voix         | %            | Voix        | %           | CM     | CC     |
| ------------- | ------------- | -------- | ------ | ------------ | ------------ | ----------- | ----------- | ------ | ------ |

### Verdun-sur-Garonne
- Maire sortant : Stéphane Tuyères (DVG)
- 27 sièges à pourvoir au conseil municipal (population légale 2022 : 4 914 habitants)
- 6 sièges à pourvoir au conseil communautaire (CC Grand Sud Tarn-et-Garonne)

| Tête de liste | Tête de liste | Parti(s) | Nuance | Premier tour | Premier tour | Second tour | Second tour | Sièges | Sièges |
| Tête de liste | Tête de liste | Parti(s) | Nuance | Voix         | %            | Voix        | %           | CM     | CC     |
| ------------- | ------------- | -------- | ------ | ------------ | ------------ | ----------- | ----------- | ------ | ------ |

### La Ville-Dieu-du-Temple
- Maire sortant : Dominique Briois (DVD)
- 23 sièges à pourvoir au conseil municipal (population légale 2022 : 3 305 habitants)
- 4 sièges à pourvoir au conseil communautaire (CC Terres de Confluences)

| Tête de liste | Tête de liste | Parti(s) | Nuance | Premier tour | Premier tour | Second tour | Second tour | Sièges | Sièges |
| Tête de liste | Tête de liste | Parti(s) | Nuance | Voix         | %            | Voix        | %           | CM     | CC     |
| ------------- | ------------- | -------- | ------ | ------------ | ------------ | ----------- | ----------- | ------ | ------ |